# Municipio de Pleasant (condado de Putnam)
El municipio de Pleasant (en inglés: Pleasant Township) es un municipio ubicado en el condado de Putnam en el estado estadounidense de Ohio. En el año 2010 tenía una población de 3804 habitantes y una densidad poblacional de 40,36 personas por km².

## Geografía
El municipio de Pleasant se encuentra ubicado en las coordenadas 40°57′16″N 84°3′14″O / 40.95444, -84.05389. Según la Oficina del Censo de los Estados Unidos, el municipio tiene una superficie total de 94.25 km², de la cual 94,19 km² corresponden a tierra firme y (0,06 %) 0,06 km² es agua.

## Demografía
Según el censo de 2010, había 3804 personas residiendo en el municipio de Pleasant. La densidad de población era de 40,36 hab./km². De los 3804 habitantes, el municipio de Pleasant estaba compuesto por el 95,9 % blancos, el 0,47 % eran afroamericanos, el 0,45 % eran amerindios, el 0,39 % eran asiáticos, el 1,26 % eran de otras razas y el 1,52 % eran de una mezcla de razas. Del total de la población el 3,34 % eran hispanos o latinos de cualquier raza.